# Renault 4CV

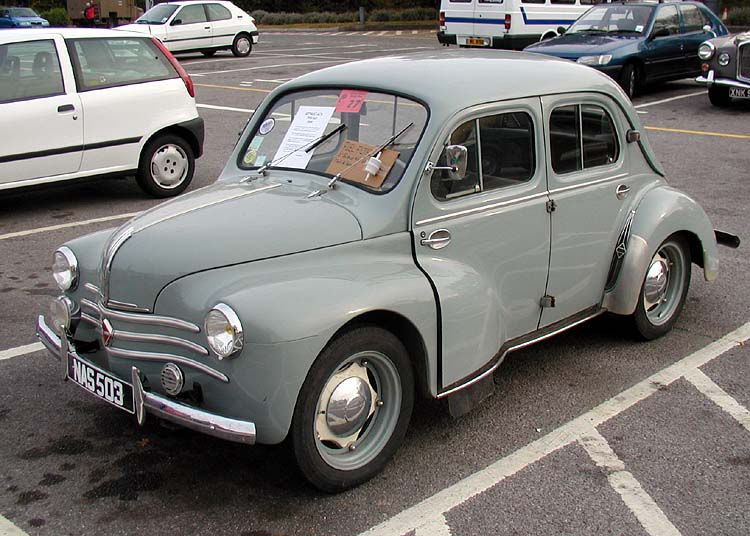
Renault 4CV de 1956 al Ral·li de Bristol

El  Renault 4CV és un automòbil de baix cost que va ser produït pel fabricant francès Renault des d'agost de 1947 fins a juliol de 1961.

## Història
L'origen del 4 CV té lloc a la fàbrica de Billancourt en l'hivern de 1940-41, per iniciativa de Charles Edmod Serre, director del Departament d'Estudis i home de confiança de Louis Renault i impulsor de la solució tot enrere del nou utilitari, i Fernand Picard, enginyer d'arts i mètodes.
El primer motor és un petit monobloc de quatre cilindres amb 737 cc. i amb un pes de 58,5 kg. El primer prototip té el seu naixement el 23 de desembre de 1942 i es denomina 106-E1. És un vehicle artesanal i improvisat, construït en alumini i amb uns mitjans de precarietat notables motivats pel desenvolupament en clandestinitat, i les formes recorden el Volkswagen Escarabat. El segon prototip anomenat 106-E2 es va acabar el març de 1944 i el tercer prototip el denominat 106 I3 s'acaba al novembre de 1945. En els primers prototips es va pensar en unitats amb dues portes, però en les presentacions realitzades a l'octubre de 1944 al president de la Régie, Pierre Lafoucheux, que era d'estatura alta, aquest va tenir dificultats per accedir a les places posteriors i va recomanar que els estudis s'encaminessin a obtenir en la versió definitiva, quatre portes que facilitessin l'accés a totes les places. El cèlebre Ferdinand Porsche, que es trobava presoner dels aliats a Saint Cloud, va ser convidat a brindar a Renault consells sobre el seu pròxim Renault 4CV. Les seves apreciacions són rebudes amb reserva per Lafoucheux. La presentació del model es va realitzar amb bombo i platerets al Saló de París l'octubre de 1946. Prèviament la premsa havia rebut al nou cotxe el 26 de setembre de 1946. El Renault 4 CV, denominació comercial adoptada, representava el ressorgiment de Renault i el vaixell insígnia de la recent empresa nacionalitzada: la Regie Renault. La rapidesa del seu llançament va fer que la unitats presentades haguessin de ser pintades amb un color groc, i que no era més que restes de la pintura dels vehicles de l'Afrika Korps, de quan l'empresa va estar controlada durant l'ocupació alemanya a la Segona Guerra Mundial. Les llantes eren de color vermell. Com es pot entreveure la combinació de colors no era precisament una meravella estètica. El 16 d'agost de 1947 van començar a sortir les primeres unitats de la cadena de l'Illa de Seguin.

## El Renault 4CV a Espanya
Conegut popularment a Espanya com a «4-4», va ser muntat a la factoria de Valladolid des de 1953 fins 1959, caracteritzat pels seus sis embellidors cromats davant i l'escut de Valladolid al centre del volant. L'apel·latiu popular de "quatre-quatre" venia importat de França amb les primeres unitats que van arribar a Espanya a finals dels anys quaranta. La característica de tenir quatre portes, quatre places i quatre cavalls fiscals francesos va donar lloc a l'apel·latiu "quatre-quatre". A Espanya la fiscalitat es calculava d'una altra manera i els cavalls fiscals van passar a ser set en comptes de quatre.
El 4/4 constitueix una rellevant expressió i imatge de la forma de vida i cultura desenvolupada a l'Espanya dels 50 i en aquest sentit un producte que constitueix la manifestació d'una activitat laboral, lligada a una forma de vida desenvolupada en un territori determinat, amb un interès etnogràfic mereixedor de la protecció d'acord amb el que preveu l'article 62.2 de la Llei 12/2002, d'11 de juliol, de Patrimoni Cultural de Castella i Lleó.

### Plans de desenvolupament
A l'Espanya de la dècada del 1950, els plans de desenvolupament preveien la motorització i la creació de fàbriques de vehicles com una de les claus per al rellançament industrial del país i Manuel Jiménez-Alfaro, un prestigiós enginyer militar natural de Lucena (Còrdova), decideix llançar-se a l'aventura d'instal·lar una important fàbrica d'automòbils amb llicència d'alguna marca estrangera. Després de fallits intents a Alemanya i Anglaterra, contacta amb Pierre Lefauchezux de la Regie Nationales des Usines Renault, que llavors es trobava en ple èxit amb el seu 4 CV. Fruit d'aquestes gestions és la societat FASA (Fabricació d'Automòbils SA) constituïda a Valladolid el 29 de desembre de 1951. Comptava amb un capital social inicial de seixanta milions de pessetes i amb una concessió per muntar vehicles Renault 4 CV sota llicència. El 12 gener 1952 va tenir lloc la primera reunió d'accionistes solemnitzada per la presència de l'alcalde i el governador civil de Valladolid. El 1952 va comprar un terreny amb naus, que va ampliar. La ciutat de Valladolid va viure tots aquests esdeveniments amb certa indiferència, però aviat la iniciativa va prendre forma, es van crear empreses com Famesa, on es feien motors i òrgans mecànics, i Facsa on s'estampaven les peces de carrosseria, inclosos sostres, portes, aletes i capós.

### Primeres unitats
Les primeres unitats del popular 4/4 es van llançar al mercat espanyol a mitjans de 1953, gairebé un any després d'haver començat els treballs d'implantació d'aquesta indústria, que es va instal·lar en unes naus ubicades a la carretera de Madrid dins de la mateixa capital val·lisoletana.
El dia 1 d'agost de 1953 es va engegar la cadena de producció de Fasa a Valladolid. El dia 12 del mateix mes, les primeres onze unitats muntades per l'empresa FASA, encara sense matricular, van desfilar pel centre de la ciutat fins l'Ajuntament per oficialitzar-ho davant les autoritats locals. El primer 4/4 que va sortir de la cadena va ser matriculat a nom de la senyora Asunción Agruña de Zapata amb la matrícula M-106.741.
Aquest model inicial de Renault 4/4 es distingeix pels seus sis embellidors en la seva part davantera i per detalls com la xapa ovalada «Fasa» i l'escut de Valladolid en el centre del volant.
L'1 d'octubre la factoria val·lisoletana havia aconseguit un ritme de producció de deu cotxes al dia. A finals de 1953 s'havien lliurat les primeres 500 unitats. La seva producció va continuar a Valladolid fins 1959 -any en què va ser reemplaçat pel Renault Dauphine- quan s'havien fabricat un total de 26.298 unitats.
Quan el 1961 va acabar sent totalment substituït pel model Dauphine, s'havien fabricat 1.105.547 unitats en diverses factories de tot el món, des d'Austràlia fins al Japó.
En l'actualitat, encara queden alguns cotxes Renault 4/4 fabricats per Fasa a Valladolid. Un d'ells, perfectament conservat, es troba custodiat en el Centre Patrimonial de Fasa-Reanault, i servirà de referent físic i objecte de l'expedient de declaració de Bé d'Interès Cultural amb categoria de bé moble del model 4/4 realitzat a Valladolid.

### Especificacions
Especificacions del Renault 4 CV construït a Valladolid.
- Motor: benzina posterior longitudinal amb 4 cilindres en línia. Aquest motor té un bloc de fosa amb camises humides intercanviables, culata d'alumini, i cigonyal de tres suports.
- Cilindrada: 747 c.c.
- Diàmetre i carrera: 54,5 mm x 80 mm.
- Potència: 17/21 CV.
- Alimentació: per carburador Solex. Encesa per distribuïdor Delco i bobina. Bateria de 6 V.
- Refrigeració: per aigua en circuit obert amb bomba mecànica.
- Transmissió: caixa de canvis amb palanca al terra de tres velocitats i marxa enrere.
- Carrosseria: autoportant d'acer amb quatre places i quatre portes basculants sobre el pilar central.
- Direcció: de cremallera.
- Frens hidràulics: davanters i posteriors de tambor.
- Suspensió davantera i posterior: molls.
- Dimensions: 3,63 m de llarg, 1,43 m d'ample, i 1,47 m d'alt.
- Batalla: 2,1.
- Dipòsit de combustible: 27,5 L.
- Pes: 600 kg.
- Velocitat màxima: 90 km/h.

### Renault 4 CV declarat com a patrimoni cultural
El 2004, el Consell de Govern de la Junta de Castella i Lleó va declarar «bé d'interés cultural com a bé moble» al Renault 4CV produït a la fàbrica de FASA Renault Valladolid, individualitzant aquesta declaració en la unitat custodiada en el centre patrimonial de la fàbrica de Valladolid.